# SixNationState
SixNationState (conhecido como Six Nation State ou 6NS) é uma banda de indie rock formada em 2004 em Southampton, Reino Unido (embora a banda tenha se mudado para Reading, Berkshire para reforçar laços com o cenário de música de Londres). A banda é conhecida por seus vídeos de baixo custo, muitas vezes apresentando os fãs da banda.

## História
Com um ano de banda, eles fizeram 154 shows, tocaram em festivais musicais na Espanha e ajudou bandas como Nine Black Alps e Babyshambles.
Em 2007, a banda se apresentou no SXSW Festival em Austin, Texas e gravaram sessões para a rádio BBC 2 no Dermot O'Leary e na BBC 6 no Marc Riley.  No outono de 2007, a banda sofreu alterações em sua formação depois do baixista John Maskell machucar os tendões em seu pé esquerdo depois de praticar crowd surfing..
O álbum de estréia da banda, SixNationState foi lançado no Reino Unido em 24 de Setembro de 2007 pela Jeepster Records (preciamente casa de artistas como Snow Patrol e Belle & Sebastian). Produzido por Iain Gore, a gravação alcançou em 16º lugar nas colocações de músicas indie no Reino Unido..
Em 27 de Junho de 2008, a banda fez seu primeiro show ao vivo no Glastonbury Festival, tocando no Cafe Tango.
Em Setembro de 2008, a banda fez músicas demos para seu segundo álbum. Esta incluso no trabalho da banda Genesis, "The Farm" em Surrey. A banda se apresentou na Southsea Fest, finalizando na The Wedgewood Rooms.

## Discografia

### Álbuns
- SixNationState (2007)

### Singles
- "Keep Dancing" (2006)
- "Fire!" (2006)
- "Where Are You Now?" (2007)
- "We Could Be Happy" (2007)